# Szubienica

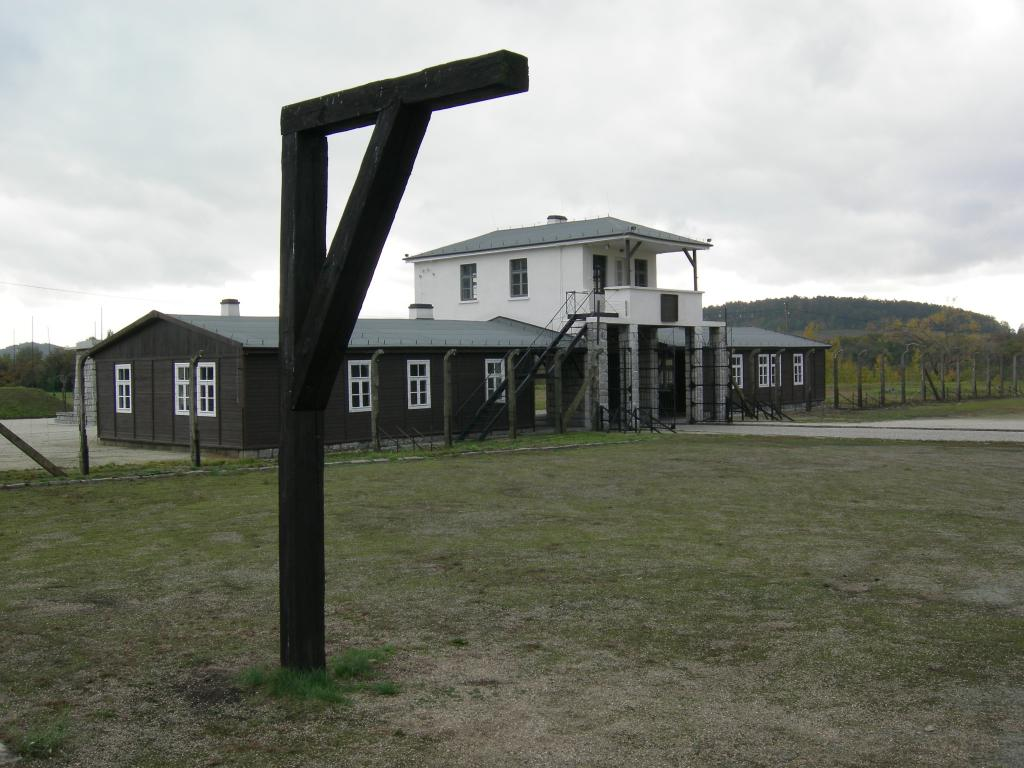
Szubienica w KL Gross-Rosen

Szubienica – konstrukcja, zazwyczaj drewniana, wykonana z poprzecznej belki wspartej na słupie lub dwóch słupach, służąca do wykonania kary śmierci przez powieszenie. Osobom skazanym na śmierć przez powieszenie zakłada się na szyję stryczek. 
Jest to jeden z najstarszych na świecie sposobów wykonywania kary śmierci. Oprócz drewnianych konstrukcji pojawiały się również szubienice murowane, stosowane w zachodniej części Europy, ale również m.in. na Śląsku.

## Galeria

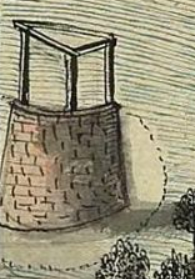
Szubienica w Złotym Stoku
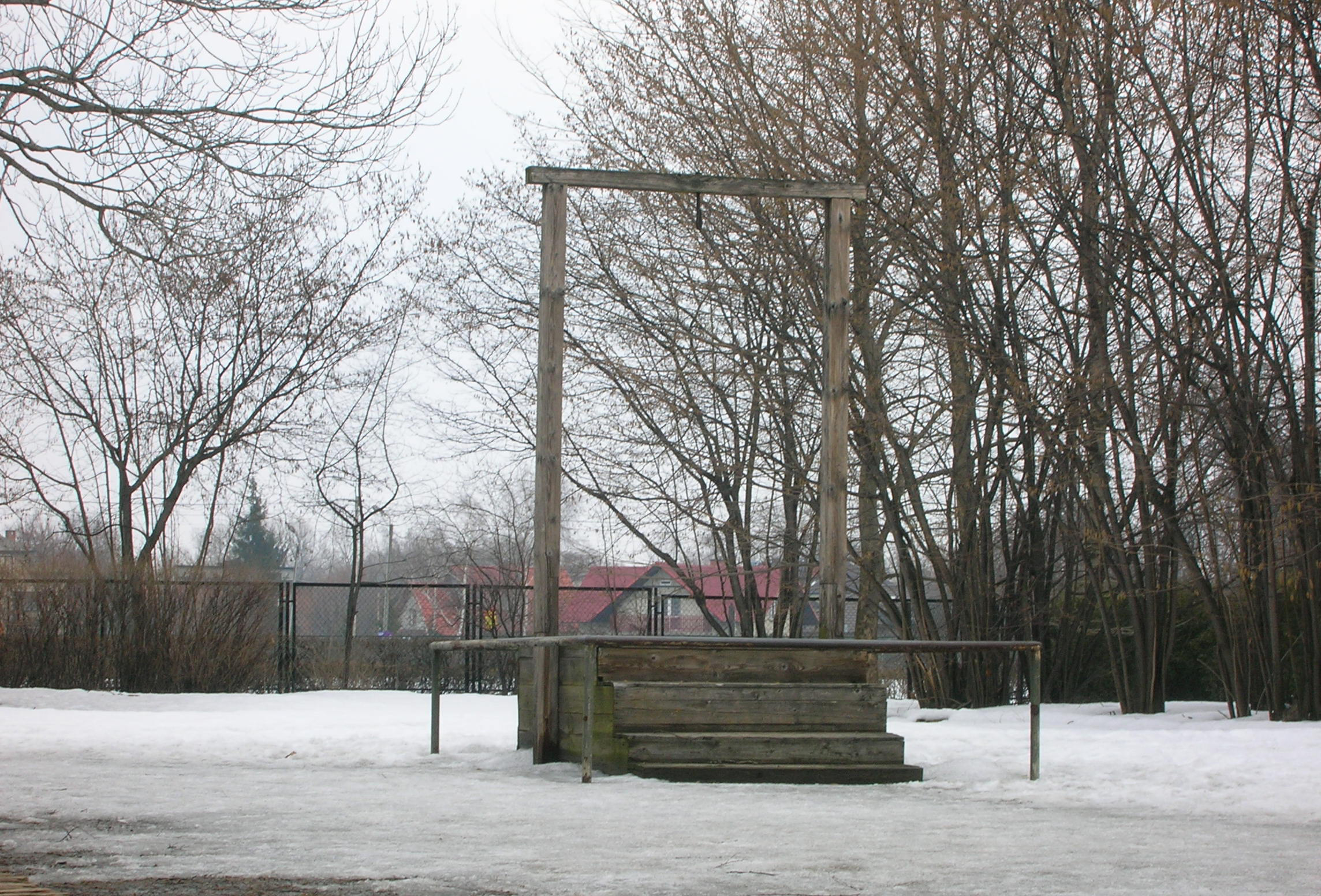
Szubienica w KL Auschwitz-Birkenau
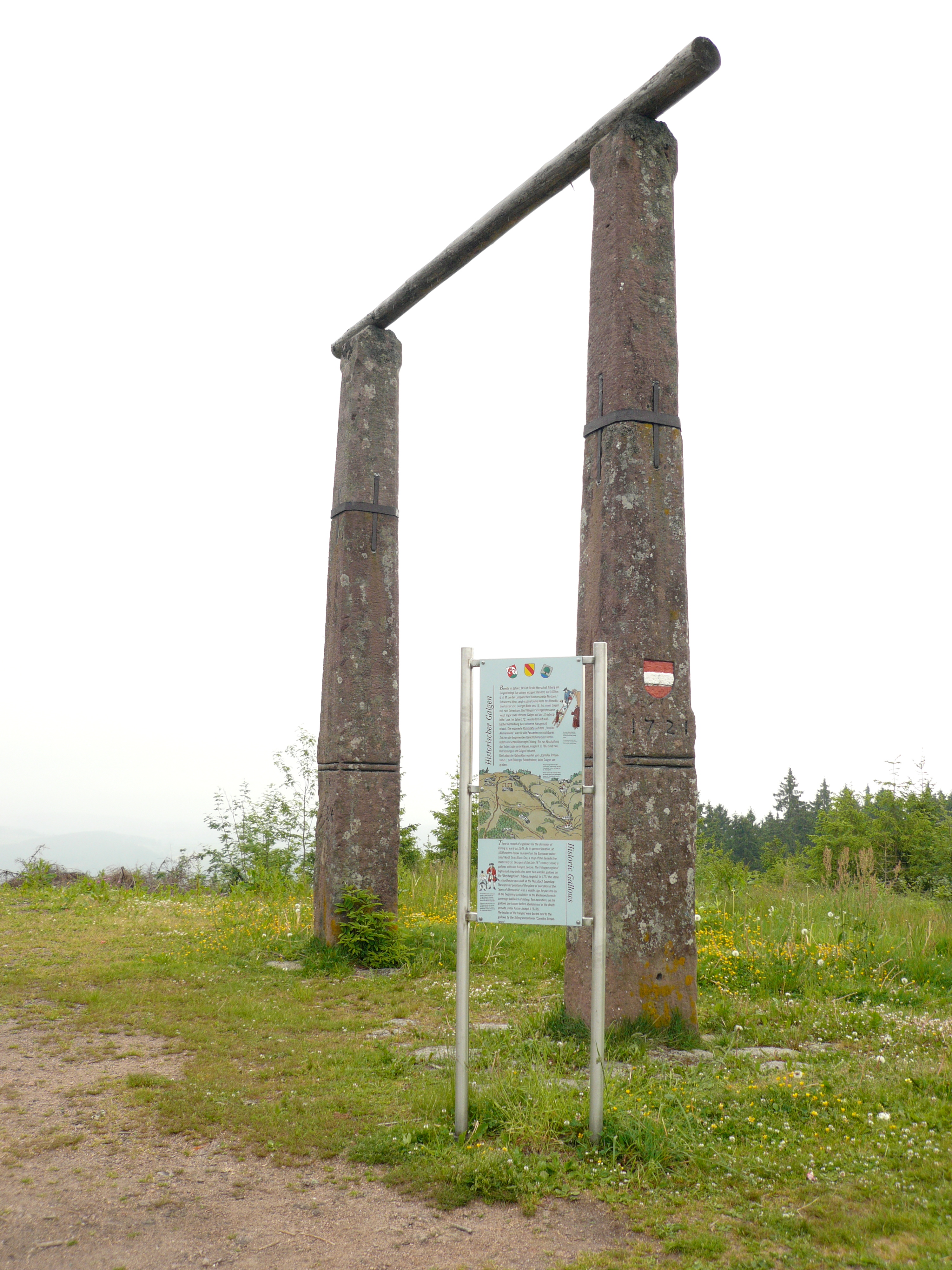
Szubienica w Triberg im Schwarzwald
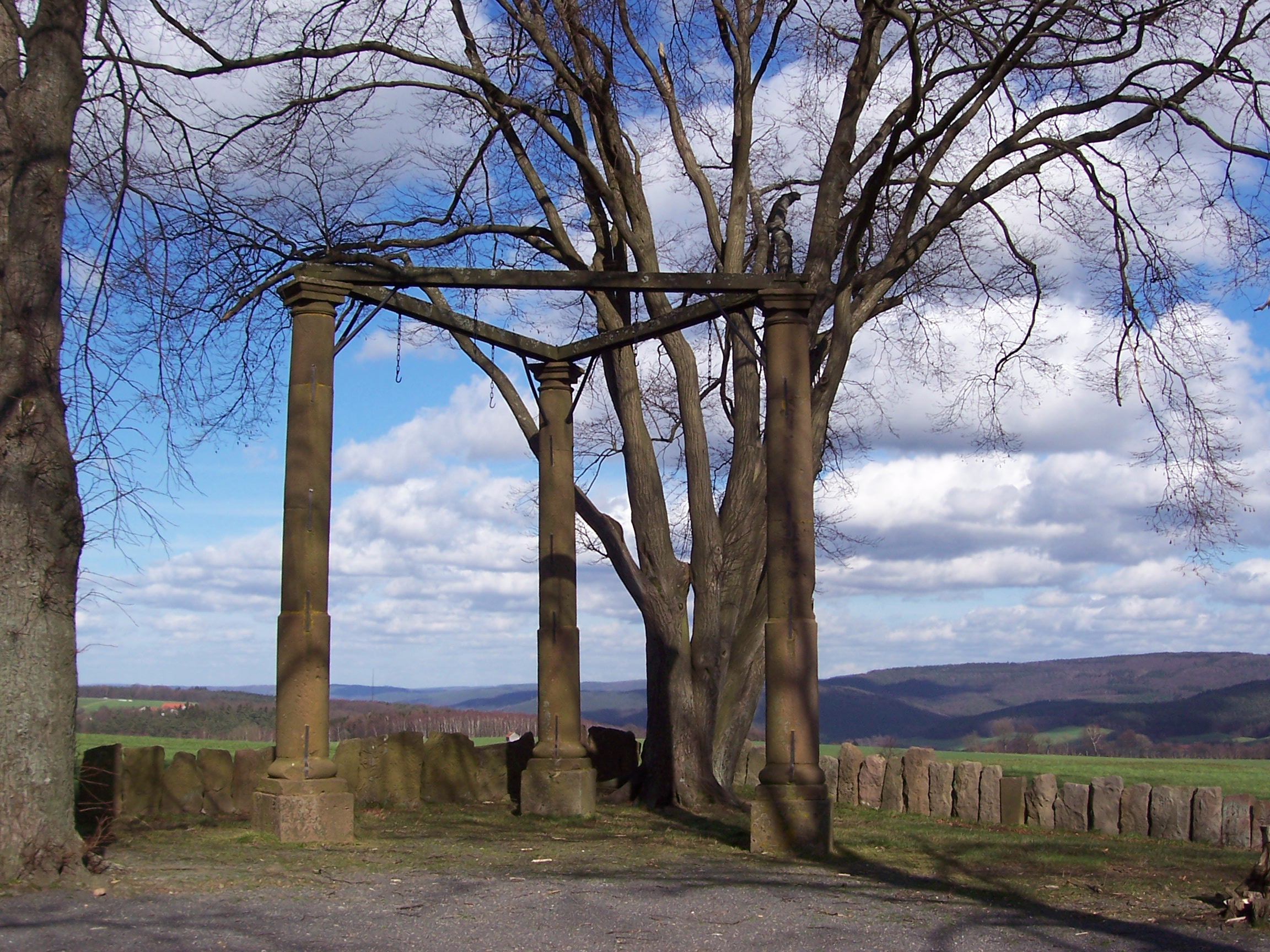
Szubienica z 1550 w Beerfelden